# Thierry Vendome
 (juin 2018).
- Si vous ne connaissez pas le sujet, laissez ce bandeau (vous pouvez alors contacter les auteurs).
- Si vous supprimez le contenu mis en cause (vous pouvez préalablement contacter les auteurs),

argumentez précisément cette suppression dans la page de discussion
(un manque de référence n'est pas un argument ; une recherche réelle de référence doit avoir été effectuée, être formellement documentée).
 (décembre 2023).
Il peut être nécessaire de l'améliorer pour respecter le principe de neutralité de point de vue. Veuillez consulter la page de discussion pour plus de détails.

Pour les articles homonymes, voir Vendome.
Thierry Vendome, né le 1er mai 1964 à Villemomble, est un artiste joaillier français. Il vit et travaille à Paris.
Ses créations se distinguent dès les années 1980 par l’usage de matériaux dits « non-précieux » et inédits en joaillerie contemporaine.
Son style est fondé sur la recherche d’harmonie à travers la cohabitation d’éléments en opposition.
En 1998, il fait de la rouille utilisée à l’état brut, sa matière de prédilection dans ses créations. Après 23 ans de collaboration avec son père Jean Vendome, il ouvre en 2003 son atelier-galerie dans le marais pour se consacrer exclusivement à sa création.

## Biographie
Thierry Vendome est le fils du joaillier Jean Vendome, considéré comme l’un des pionniers du bijou contemporain.
Il commence sa carrière aux côtés de son père, loin de l’académisme des écoles de bijouterie. Ces années de formation puis de collaboration dans la boutique atelier de la rue Saint-Honoré (1980-2003) seront déterminantes dans ses créations futures et marquent le début de sa passion pour des matières non consensuelles. Il délaisse très vite pierres et métaux précieux pour explorer de nouveaux matériaux qui lui offrent une plus grande liberté de création. Sa rencontre avec le peintre Laurent Jiménez-Balaguer et l’admiration qu’il ressent pour l’œuvre aura une grande importance dans son approche et travail de la matière.

### Matériaux hors normes
Dès la fin des années 1980, il introduit dans ses créations des éléments tels que des morceaux de céramiques anciennes, des clous tricentenaires ou encore des matières naturelles roulées, polies, façonnées par le flux et reflux des marées auxquels il cherche à redonner un sens et une valeur esthétique.
Il réalise une première collection en 1989 de bijoux à partir de bois d’échouerie  collectés sur les rivages Siouvillais et qui sera exposée à la galerie Marie Zisswiller, à Paris. D’autres collections suivront faisant côtoyer galets et diamants ou encore coquillages, tessons de verres glanés dans la nature (Galerie Elsa Vanier). Il s’intéresse également aux vestiges du passé comme des monnaies chinoises anciennes qu’il rapporte de son premier voyage en Chine en 1995. Il impose très vite un style particulier dans l’univers de la joaillerie contemporaine.
En 1996, il est sollicité pour créer l’épée de l’académicien Jacques Dupâquier qu’il réalise monochrome et sobrissime.

### De l'or à la rouille

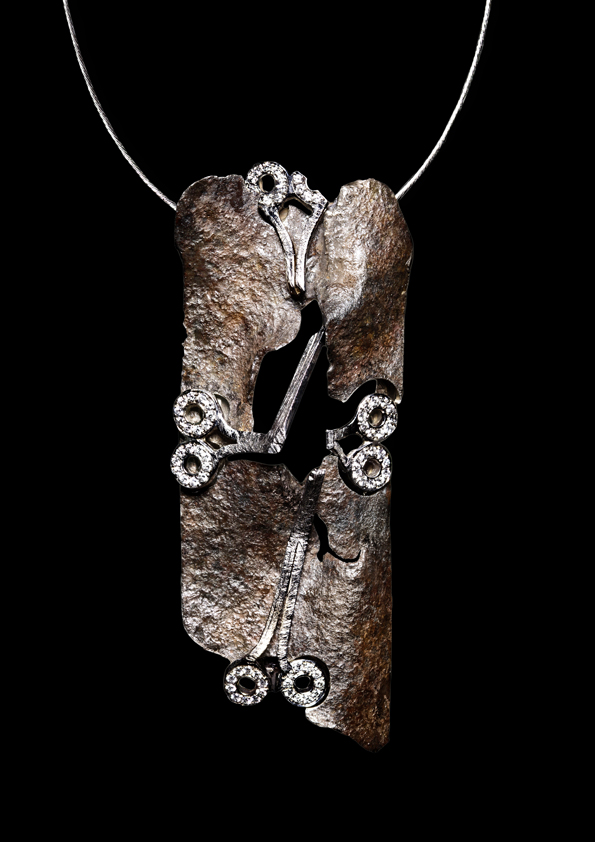
Pendentif "1915" en acier rouillé et diamants.

En 1998, la découverte, dans les dunes du Cotentin, d’éclats d’obus datant de la dernière guerre, l’amène à s’intéresser à la rouille. Il est fasciné par « la violence et la force expressive » de ces fragments d’acier aux formes déchiquetées qui portent en eux les traces de l’histoire. Il lance la même année une collection de bijoux « Rouille » à partir de ces fragments de bombes qui rencontre un grand succès y compris dans la presse.
La rouille devient dès lors une matière récurrente dans ses créations.
Elle lui inspire plusieurs de ses pièces emblématiques, comme le collier « Pluie » qu’il crée en 2006 et est exposé au Musée des beaux-arts de Boston (Museum of Fine Arts, Boston) ou encore « Jardin Sauvage » un collier où s’entremêlent fil de fer barbelé rouillé, calcédoines et améthystes.
Pour Thierry Vendome, ces bijoux aux alliances inédites sont aussi un moyen d’évoquer les tragédies de l’histoire et les dépasser en travaillant sur la conciliation des oppositions.
En 2008, un premier voyage à Yerevan lui permet de renouer avec ses racines arméniennes et lui inspire à son retour une série de croix démembrées en souvenir des milliers de khatchkars  détruits du cimetière de Djoulfa.
En 2015, année de la commémoration du centième anniversaire du génocide arménien, il réalise le pendentif « 1915 » représentant une croix explosée en son centre par un impact de balle de laquelle il fait jaillir des branches de diamants, comme si pour lui « toute harmonie n’était possible qu’au travers des extrêmes ».

### Bijoux et sculptures
Il conçoit ses bijoux comme des sculptures miniatures. Alternant entre un style baroque et l’épure du design contemporain, son travail attire l'attention de Claude de Soria en 1998 avec laquelle il collabore durant deux ans. Interpellé par ses créations à géométrie déstructurée, l’architecte Gérard Chamayou dit « Félix » fait appel à lui en 2010 pour transposer en bijoux ses sculptures complexes.
De cette rencontre et collaboration artistique avec le créateur de la Géode, naîtra une série de pièces en trois dimensions comme la Bague « Labyrinthe » et les Pendentifs « Symétrie 4», « Roi David ».

## Distinctions
Plusieurs de ses créations sont aujourd’hui exposées dans les galeries et musées, dont notamment, un paon en pierres précieuses et fleurs d'améthystes qu’il crée en 1985, exposé dans la salle du Trésor du Muséum national d’histoire naturelle. Il est également nommé trois fois aux Talents du Luxe, dans la catégorie empreinte de l’année, récompensant le créateur ayant marqué son époque.
- En 2018   : il reçoit le prix des Talents du Luxe dans la catégorie Rareté[14]
- En 2022   : il réalise l'épée d'académicien de l'historien français Pascal Ory
- En 2023   : il réalise l'épée d'académicien du physico-chimiste Philippe Walter spécialisé dans l'étude des matériaux du patrimoine culturel